# Daiki Wakamatsu
Daiki Wakamatsu (japanisch 若松 大樹 Wakamatsu Daiki; * 2. August 1976 in der Präfektur Aichi) ist ein ehemaliger japanischer Fußballspieler.

## Karriere
Wakamatsu erlernte das Fußballspielen in der Schulmannschaft der Yokkaichi Chuo Technical High School. Seinen ersten Vertrag unterschrieb er 1995 bei den Cosmo Oil Yokkaichi FC. Der Verein spielte in der zweithöchsten Liga des Landes, der Japan Football League. Für den Verein absolvierte er 40 Spiele. 1997 wechselte er zum Ligakonkurrenten Montedio Yamagata. Für den Verein absolvierte er 59 Spiele. 1998 wurde er an den Erstligisten Shimizu S-Pulse ausgeliehen. 1999 wechselte er zum Zweitligisten Ōita Trinita. 2002 wurde er mit dem Verein Meister der J2 League und stieg in die J1 League auf. Für den Verein absolvierte er 111 Spiele. 2004 wechselte er zum Zweitligisten Omiya Ardija. Für den Verein absolvierte er 27 Spiele. Ende 2004 beendete er seine Karriere als Fußballspieler.

## Erfolge
Shimizu S-Pulse
- Kaiserpokal

Finalist: 1998